# وزغ لرستانی
وزغ لرستانی (نام علمی: Bufo Luristanicus) نام یک گونهٔ دوزیست لرستانی است که محل زندگی آن بخش‌های غربی رشته‌کوه زاگرس است. از نظر خطر انقراض نگرانی برای آن وجود ندارد. نخستین بار در شهبازان (استان لرستان) و در ارتفاع ۵۴۰ متری یافت شد.

## زیستگاه
این‌گونه بومی ایران است و در بخش‌های غربی رشته کوه زاگرس زندگی می‌کند و پراکنش آن بیشتر در تپه‌های غربی خوزستان، لرستان و بخش‌هایی از استان فارس است. وزغ لرستانی بیشتر در ارتفاعات بین ۷۵۰ تا ۱۲۰۰ متری یافت می‌شود.

## ویژگی ظاهری
فاصله چشم‌ها کوچکتر از عرض پلک فوقانی، پرده صماخ از بیرون قابل رویت بوده و اندازه آن نصف قطر افقی چشم است. رنگ سطح پشتی بدن خاکستری، یک‌پارچه یا دارای نقطه یا لکه‌های حلقوی کوچک متمایل به سبز است. گونهٔ بزرگی نیست و طول آن به ۵۲ میلیمتر می‌رسد. غدد پاروتوئید پهن و عریضی دارد. لکه‌های رنگی تنها در اعضای حرکتی قابل تشخیص هستند.